# Saccopteryx antioquensis
Saccopteryx antioquensis — є одним з видів мішкокрилих кажанів родини Emballonuridae.

## Поширення та відкриття
Країни поширення: Колумбія. Цей вид відомий тільки з чотирьох місць в Колумбії. Зустрічається в низинах і пов'язаний з карстовими утвореннями. Назва виду antioquensis відноситься до колумбійського штату Антіокія. Єдині дві особини цього виду, знайдені в Східній Антіокії. Вид був вперше виявлений у березні 1996 року, коли дорослий самець був виявлений на стіні церкви в колумбійському муніципалітеті Сонсон. Друга знайдена особина також була дорослим самцем, якого зустріли у квітні 1996 року. Цей екземпляр був розташований поблизу Сан-Луїса, Колумбія, поблизу карстового утворення.

## Загрози та охорона
Карстові райони знаходяться під загрозою.